# 135979 Allam
135979 Allam è un asteroide della fascia principale. Scoperto nel 2002, presenta un'orbita caratterizzata da un semiasse maggiore pari a 2,6739494 UA e da un'eccentricità di 0,1215783, inclinata di 14,67316° rispetto all'eclittica.